# Осадца Михайло (мовознавець)
о. Осадца Михайло (3 листопада 1836, Волощина (за іншими даними, Божиків), нині Тернопільського району, Тернопільська область — 10 квітня 1865, Львів) — священник УГКЦ, мовознавець, педагог, професор. Доктор філософії.

## Життєпис
Навчався в Бережанській, Станиславівській гімназіях, Львівській духовні семінарії УГКЦ, на богословському факультеті Віденського університету в 1856–1859 роках, де також вивчав слов'янські мови під керівництвом відомого словено-австрійського мовознавця, одного з найвизначніших представників славістики XIX століття Франя Міклошича. Повернувся до Галичини (Львів) 1859 року, був рукоположений на священика. Працював викладачем німецької мови у 2-й Львівській академічній гімназії. Помер у Львові 10 квітня (за іншими даними 18 квітня) 1865 року.

### Творча спадщина
Видані праці: «Граматика руської мови», «Керівництво до вживання живої азбуки» (обидві 1862 року). Упорядкував видання «Читанка», автор словника до праці Ісидора Шараневича «Історія Галицько-Волинської Руси-України». Працював над створенням «Українсько-німецького словника».